# Ehlhalten
Ehlhalten ist ein Stadtteil von Eppstein im südhessischen Main-Taunus-Kreis. Er ist mit etwa 1200 Einwohnern hinsichtlich der Bevölkerung der kleinste, flächenmäßig jedoch der größte Stadtteil.

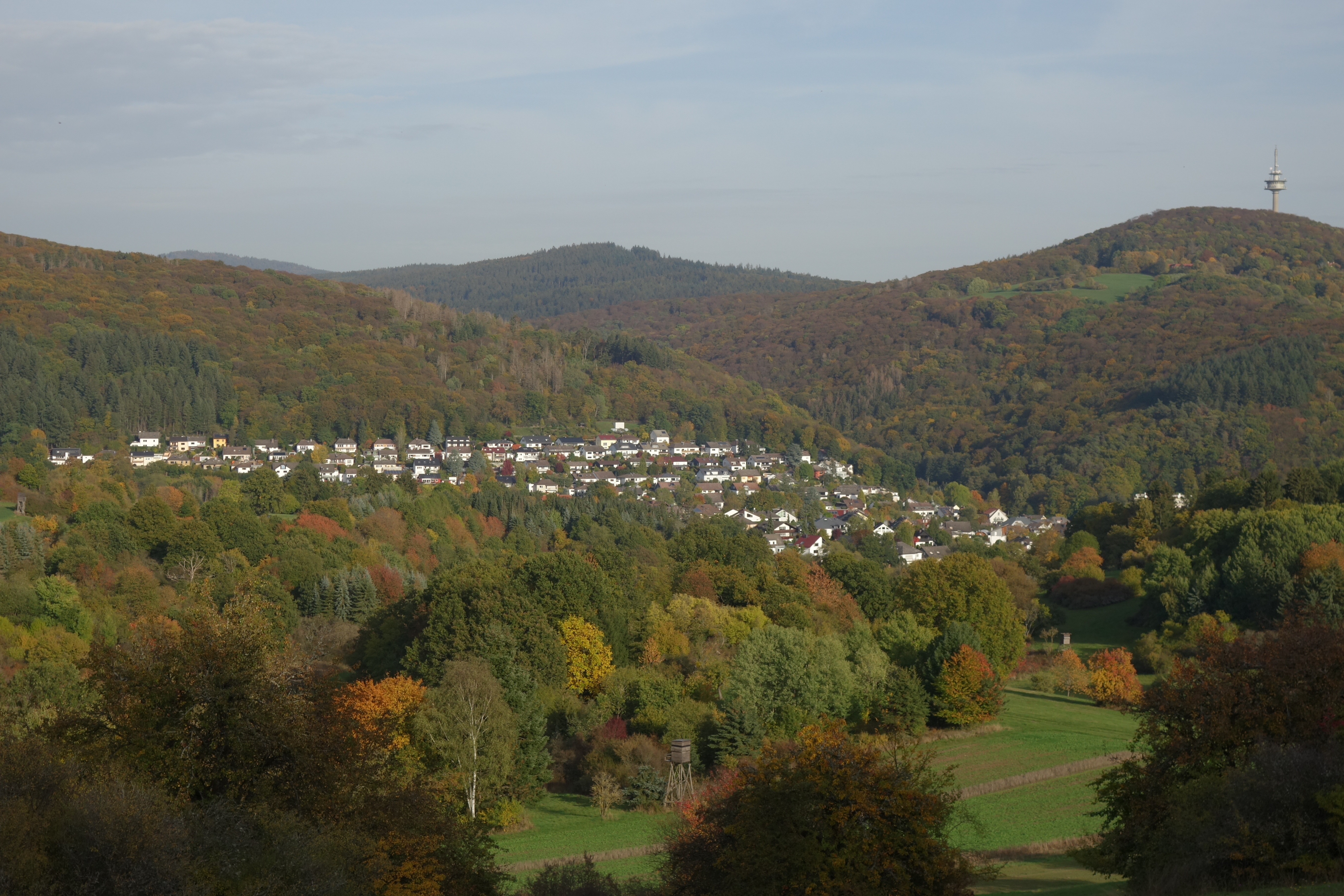
Der nordöstliche Teil Ehlhaltens schmiegt sich an den Spitzeberg (449,5 m); rechts der Atzelberg (506,7 m), in der Mitte im Hintergrund der Eichkopf bei Ruppertshain, mit 563,3 Metern höchster Berg des Main-Taunus-Kreises, links davon der benachbarte Steinkopf (569,8 m) sowie halblinks der Altkönig (798,2 m).

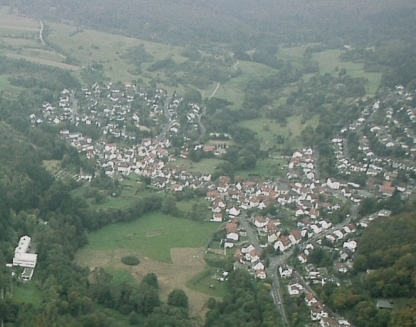
Ehlhalten von oben

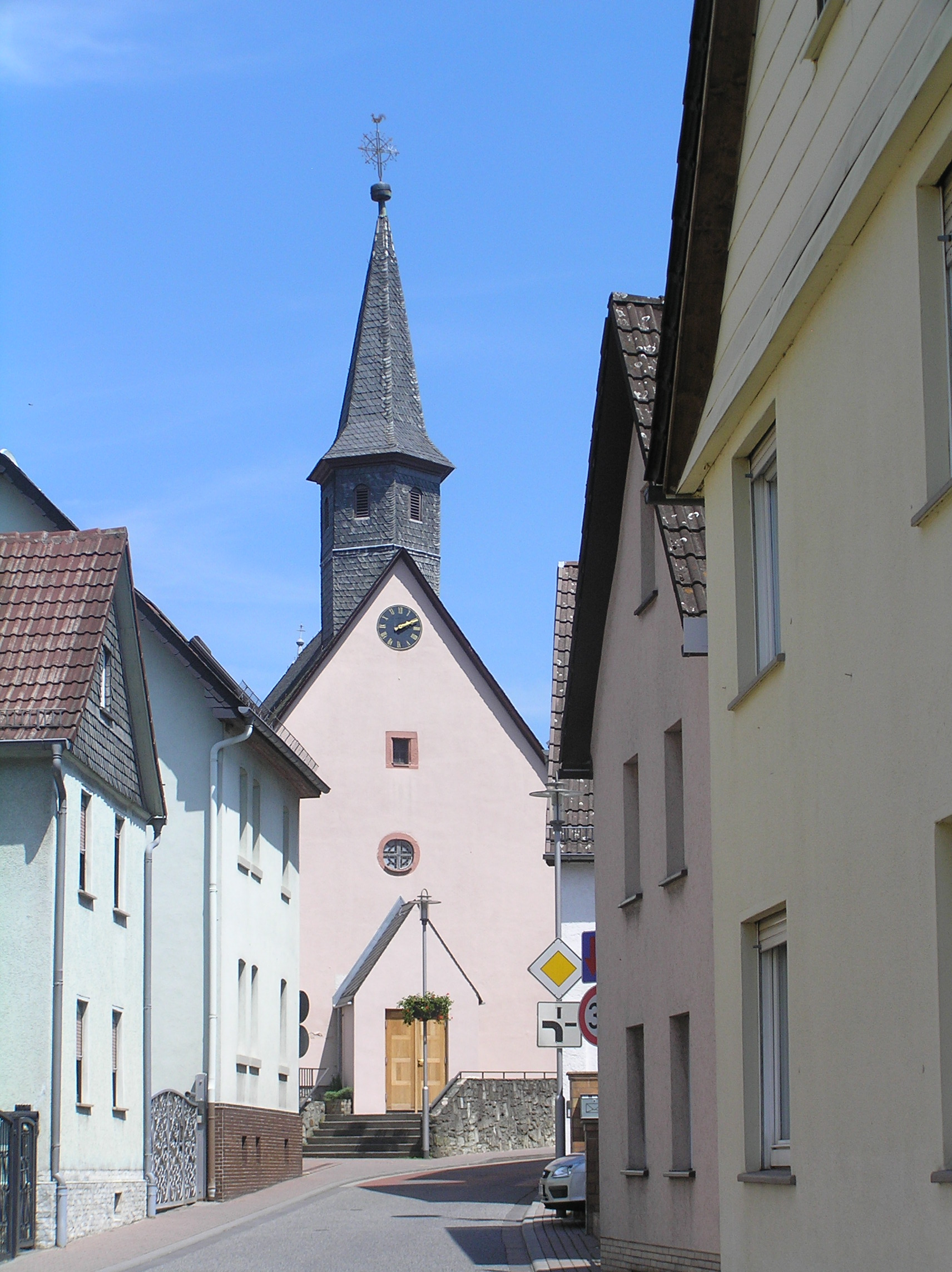
St.-Michael-Kirche

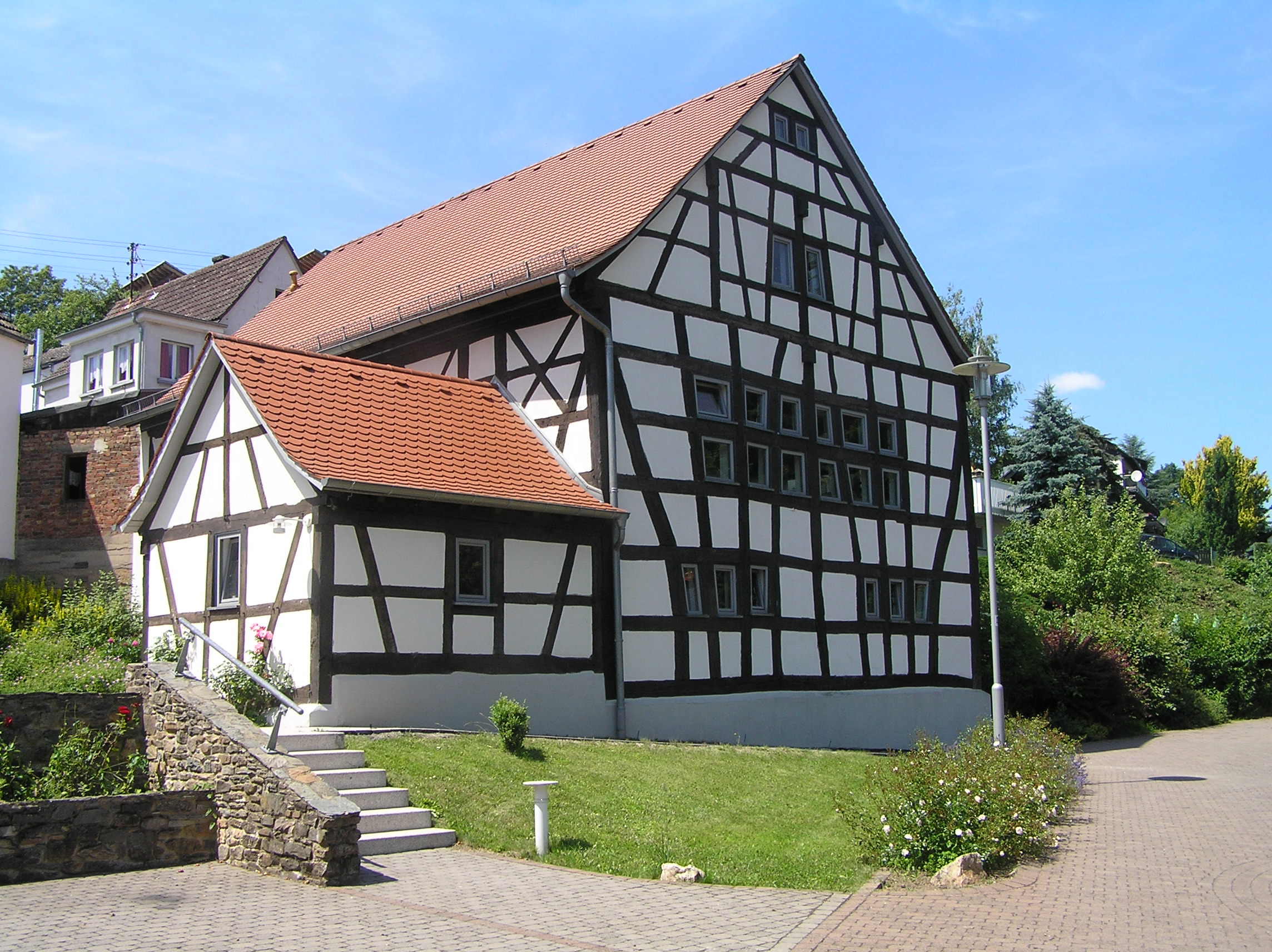
Katholisches Gemeindehaus

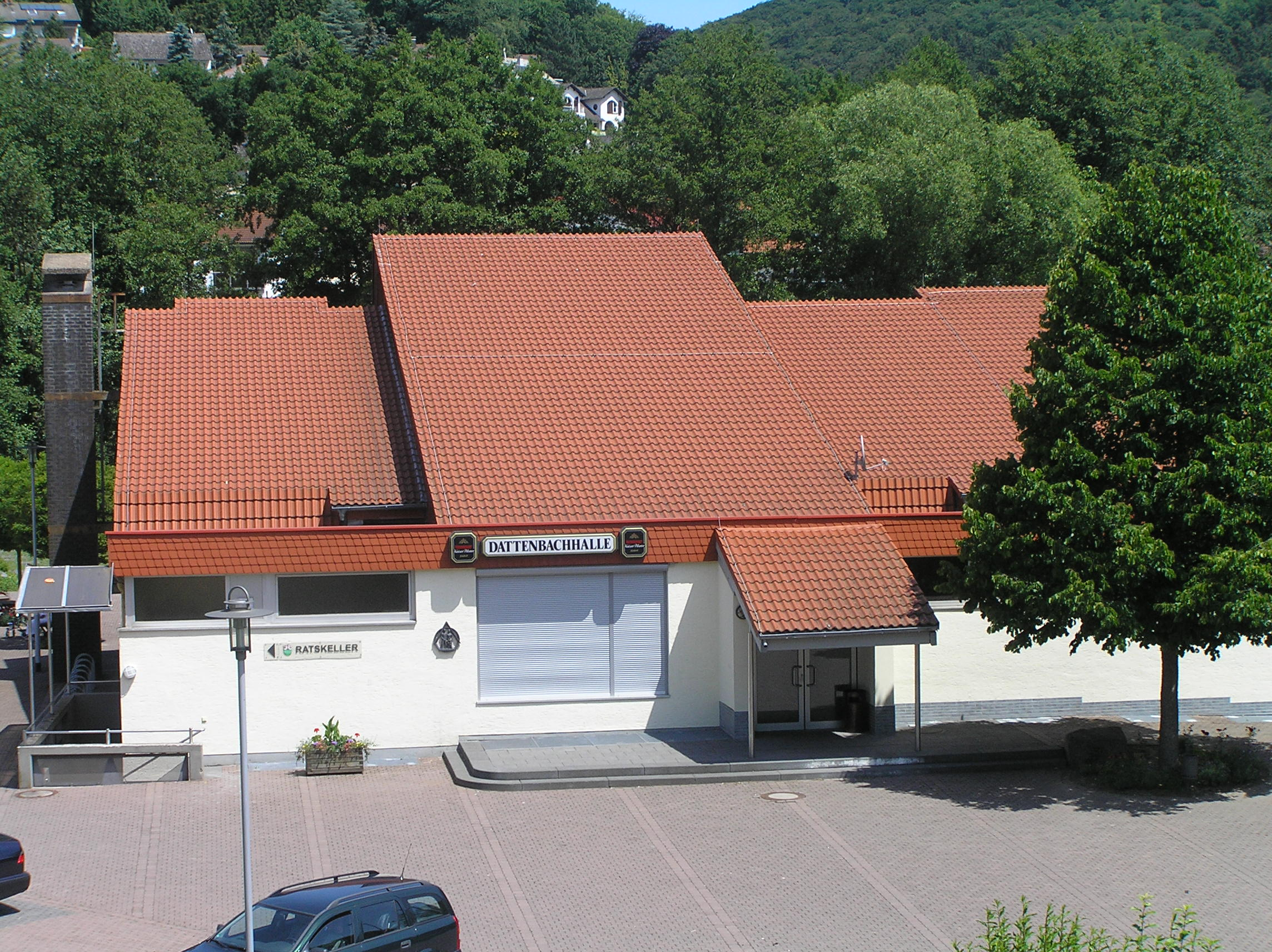
Dattenbachhalle

## Geographie
Ehlhalten liegt     11 km nordwestlich von Hofheim am Taunus und 4,5 km nordwestlich von Eppstein in einer Tallage des östlichen Hohen Taunuses, beiderseits des mittleren Dattenbachs und der L 3027.
Aktuelle und historische Siedlungsplätze
Quelle: Historisches Ortslexikon
- Hessenmühle[3]
- Siedlung Silberbachstraße[4]

## Geschichte

### Ortsgeschichte
Die älteste erhalten gebliebene urkundliche Erwähnung in einem Zehntregister der Pfarrei Schloßborn als Elheldin datiert aus den Jahren 1226–1239. Ehlhalten entwickelte sich aus zwei Siedlungskernen, die westlich und östlich einer Furt über den Dattenbach liegen. Der westliche Teil mit den nach Oberjosbach reichenden landwirtschaftlich genutzten Flächen wurde vermutlich im 11./12. Jahrhundert durch die Pfarrei Schlossborn des Mainzer St.-Stephans-Stiftes gegründet. Den östlich des Bachs an der Straße Eppstein-Heftrich gelegenen waldreichen Siedlungsteil besaßen anscheinend die Herren von Eppstein. Dieser Teil von Ehlhalten gehörte kirchlich nicht zur Pfarrei Schloßborn, sondern zu Fischbach. Der Ort ging dann als Lehen an die Herrschaft Eppstein, wurde aber wieder ein kurmainzischer Ort und gehörte zur Zeit des Herzogtums Nassau zum Amt Königstein. Nach der nassauischen Niederlage im Preußisch-Österreichischen Krieg 1866 wurde das Herzogtum mit u. a. Ehlhalten der preußischen Provinz Hessen-Nassau zugeordnet.
Neben der Landwirtschaft war in Ehlhalten über Jahrhunderte im Zusammenhang mit der rings um Eppstein betriebenen Eisenverhüttung die Köhlerei von Bedeutung. Es gab hier bis zum 17. Jahrhundert zwei Schleifmühlen für Geräte und Waffen sowie drei Mehlmühlen am Dattenbach und dem knapp unterhalb des Ortes einmündenden Silberbach.
Nach der Reformation wurde wie in der ganzen Herrschaft Eppstein die evangelische Konfession eingeführt. Mit Beginn der kurmainzischen Herrschaft wurde der Ort ab 1604 wieder katholisch.
Ehlhalten war neben Wildsachsen die einzige Gemeinde im Main-Taunus-Kreis, in der bis 1976 nach einer Ausnahmeregelung der Hessischen Gemeindeordnung für kleine Gemeinden die Bürgermeisterverfassung galt. Zum 1. Januar 1977 ging Ehlhalten im Zuge der Gebietsreform in Hessen kraft Landesgesetz in der Stadt Eppstein auf. Für Ehlhalten wurde, wie für alle nach Eppstein eingegliederten ehemaligen Gemeinden, ein Ortsbezirk errichtet.

### Verwaltungsgeschichte im Überblick
Die folgende Liste zeigt die Staaten und Verwaltungseinheiten, denen Ehlhalten angehört(e):
- vor 1581: Heiliges Römisches Reich, Herrschaft Eppstein-Königstein, Kellerei Eppstein
- ab 1581: Heiliges Römisches Reich,  Kurfürstentum Mainz, Oberamt Höchst und Königstein, Amtsvogtei Königstein
- ab 1803: Heiliges Römisches Reich, Fürstentum Nassau-Usingen,[Anm. 2] Amt Königstein
- ab 1806: Herzogtum Nassau,[Anm. 3] Amt Königstein[Anm. 4]
- ab 1849: Herzogtum Nassau, Kreisamt Höchst
- ab 1854: Herzogtum Nassau, Amt Königstein
- ab 1867: Königreich Preußen,[Anm. 5] Provinz Hessen-Nassau, Regierungsbezirk Wiesbaden, Obertaunuskreis[Anm. 6]
- ab 1871: Deutsches Reich, Königreich Preußen, Provinz Hessen-Nassau, Regierungsbezirk Wiesbaden, Obertaunuskreis
- ab 1886: Deutsches Reich, Königreich Preußen, Provinz Hessen-Nassau, Regierungsbezirk Wiesbaden, Obertaunuskreis
- ab 1918: Deutsches Reich (Weimarer Republik), Freistaat Preußen, Provinz Hessen-Nassau, Regierungsbezirk Wiesbaden, Obertaunuskreis
- ab 1928: Deutsches Reich, Freistaat Preußen, Provinz Hessen-Nassau, Regierungsbezirk Wiesbaden, Main-Taunus-Kreis
- ab 1944: Deutsches Reich, Freistaat Preußen, Provinz Nassau, Main-Taunus-Kreis
- ab 1945: Amerikanische Besatzungszone,[Anm. 7] Groß-Hessen, Regierungsbezirk Wiesbaden, Main-Taunus-Kreis
- ab 1946: Amerikanische Besatzungszone, Hessen, Regierungsbezirk Wiesbaden, Main-Taunus-Kreis
- ab 1949: Bundesrepublik Deutschland, Hessen, Main-Taunus-Kreis
- ab 1968: Bundesrepublik Deutschland, Hessen, Regierungsbezirk Darmstadt, Main-Taunus-Kreis
- ab 1977: Bundesrepublik Deutschland, Hessen, Regierungsbezirk Darmstadt, Main-Taunus-Kreis, Stadt Eppstein

## Bevölkerung

### Einwohnerstruktur 2011
Nach den Erhebungen des Zensus 2011 lebten am Stichtag dem 9. Mai 2011 in Ehlhalten 1173 Einwohner. Darunter waren 66 (5,6 %) Ausländer. Nach dem Lebensalter waren 186 Einwohner unter 18 Jahren, 465 zwischen 18 und 49, 270 zwischen 50 und 64 und 252 Einwohner waren älter. Die Einwohner lebten in 519 Haushalten. Davon waren 141 Singlehaushalte, 186 Paare ohne Kinder und 147 Paare mit Kindern, 39 Alleinerziehende und 9 Wohngemeinschaften. In 111 Haushalten lebten ausschließlich Senioren und in 338 Haushaltungen lebten keine Senioren.

### Einwohnerentwicklung
| Quelle: Historisches Ortslexikon |                                                                          |
| • 1543:                          | 15 Hausgesesse östlich des Bachs                                         |
| • 1581:                          | 6 Herdstellen auf der östlichen Seite und weitere 18 auf Josbacher Seite |
| • 1587:                          | 11 Häuser östlich des Bachs                                              |
| • 1592:                          | 10 Häuser östlich des Bachs und 15 Häuser auf Josbacher Seite            |
| • 1612:                          | 9 Häuser auf Fischbacher Seite und 11 Häuser auf Josbacher Seite         |
| • 1623:                          | je 10 Häuser auf beiden Seiten                                           |
| • 1648:                          | insgesamt 6 Häuser                                                       |
| • 1668:                          | 20 Häuser und 87 Einwohner                                               |
| • 1790:                          | 43 Familien mit 237 Personen                                             |
| • 1805:                          | 19 Gemeindemitglieder und 3 Witwen östlich des Bachs                     |

| Ehlhalten: Einwohnerzahlen von 1700 bis 2022 | Ehlhalten: Einwohnerzahlen von 1700 bis 2022 | Ehlhalten: Einwohnerzahlen von 1700 bis 2022 | Ehlhalten: Einwohnerzahlen von 1700 bis 2022 | Ehlhalten: Einwohnerzahlen von 1700 bis 2022 |
| --- | -------------------------------------------- | -------------------------------------------- | -------------------------------------------- | -------------------------------------------- |
| Jahr |                                              |                                              |                                              | Einwohner                                    |
| 1700 | 1700                                         |                                              | 107                                          | 107                                          |
| 1725 | 1725                                         |                                              | 125                                          | 125                                          |
| 1750 | 1750                                         |                                              | 162                                          | 162                                          |
| 1790 | 1790                                         |                                              | 237                                          | 237                                          |
| 1817 | 1817                                         |                                              | 299                                          | 299                                          |
| 1834 | 1834                                         |                                              | 313                                          | 313                                          |
| 1840 | 1840                                         |                                              | 329                                          | 329                                          |
| 1846 | 1846                                         |                                              | 331                                          | 331                                          |
| 1852 | 1852                                         |                                              | 332                                          | 332                                          |
| 1858 | 1858                                         |                                              | 341                                          | 341                                          |
| 1864 | 1864                                         |                                              | 342                                          | 342                                          |
| 1871 | 1871                                         |                                              | 356                                          | 356                                          |
| 1875 | 1875                                         |                                              | 337                                          | 337                                          |
| 1885 | 1885                                         |                                              | 351                                          | 351                                          |
| 1895 | 1895                                         |                                              | 344                                          | 344                                          |
| 1905 | 1905                                         |                                              | 354                                          | 354                                          |
| 1910 | 1910                                         |                                              | 360                                          | 360                                          |
| 1925 | 1925                                         |                                              | 384                                          | 384                                          |
| 1939 | 1939                                         |                                              | 426                                          | 426                                          |
| 1946 | 1946                                         |                                              | 546                                          | 546                                          |
| 1950 | 1950                                         |                                              | 572                                          | 572                                          |
| 1956 | 1956                                         |                                              | 550                                          | 550                                          |
| 1961 | 1961                                         |                                              | 613                                          | 613                                          |
| 1967 | 1967                                         |                                              | 672                                          | 672                                          |
| 1970 | 1970                                         |                                              | 733                                          | 733                                          |
| 1980 | 1980                                         |                                              | ?                                            | ?                                            |
| 1987 | 1987                                         |                                              | 1.199                                        | 1.199                                        |
| 2000 | 2000                                         |                                              | ?                                            | ?                                            |
| 2011 | 2011                                         |                                              | 1.173                                        | 1.173                                        |
| 2016 | 2016                                         |                                              | 1.210                                        | 1.210                                        |
| 2022 | 2022                                         |                                              | 1.169                                        | 1.169                                        |
| Datenquelle: Historisches Gemeindeverzeichnis für Hessen: Die Bevölkerung der Gemeinden 1834 bis 1967. Wiesbaden: Hessisches Statistisches Landesamt, 1968. Weitere Quellen: LAGIS; Gemeinde Eppstein; Zensus 2011 |                                              |                                              |                                              |                                              |

## Religion

### Evangelische Kirche
Ehlhalten gehört zur evangelischen Emmausgemeinde Eppstein mit Sitz in Bremthal.

### Katholische Kirche
Die katholische Kirchengemeinde St. Michael gehört zum pastoralen Raum Eppstein. Die Kirche selbst wurde 1732 anstelle einer älteren Kirche (die seit 1482 bezeugt ist) am gleichen Ort errichtet. Die Kirche befindet sich in der Mitte des Ortes und bildet eine Engstelle der vorbeiführenden Kreisstraße. Die Apsis wurde 1950/51 errichtet. Teile der barocken Ausstattung, darunter einige Heiligenfiguren, sind erhalten.
1999 wurde die ursprüngliche Scheune des Gehöfts Gräfliche Straße 6 zum Gemeindehaus der Kirchengemeinde St. Michael umgebaut. Das Gebäude trägt die Jahreszahl 1631 auf dem Torbalken. Diese Pfarrscheune dient verschiedenen Veranstaltungen und kann auch durch Dritte genutzt werden. Zur Verfügung steht ein großer Saal mit Empore und Vereinszimmer.

### Historische Religionszugehörigkeit
| • 1885: | 08 evangelische (= 2,28 %), 343 katholische (= 97,72 %) Einwohner  |
| • 1961: | 63 evangelische (= 10,28 %), 541 katholische (= 88,25 %) Einwohner |

## Politik

### Ortsbeirat
Für Ehlhalten besteht ein Ortsbezirk (Gemarkung der ehemaligen Gemeinde Ehlhalten) mit Ortsbeirat und Ortsvorsteher nach der Hessischen Gemeindeordnung.
Der Ortsbeirat besteht aus fünf Mitgliedern. Bei den Kommunalwahlen in Hessen 2021 betrug die Wahlbeteiligung zum Ortsbeirat 66,40 %. Dabei wurden gewählt: fünf Mitglieder der CDU, und je zwei Mitglieder der SPD und der „Freien Wählergemeinschaft Eppstein“ (FWG). Der Ortsbeirat wählte Günther Jass (CDU) zum Ortsvorsteher.

### Wappen
Am 19. April 1968 wurde der Gemeinde Ehlhalten ein Wappen mit folgender Blasonierung verliehen: In geteiltem Schild oben in Silber eine rote Waage, unten in Grün zwei schmale silberne Wellenbalken.
Die Waage ist das Attribut des Erzengels Michael, der seit dem 18. Jahrhundert als Patron der Ehlhaltener Kirche überliefert ist und in bildlichen Darstellungen häufig mit einer Waage als „Seelenwäger“ erscheint. Die beiden Bäche symbolisieren in ihrer Zweizahl den Reichtum der Gemeinde an Wasserläufen. Die Farben rot und Silber sind die Farben der Herren von Eppstein und der Kurfürsten von Mainz, zu deren Territorien die Gemeinde nacheinander vom späten Mittelalter bis zum Ende des Alten Reiches gehörte. Die Gemeindevertretung stimmte dem Wappenentwurf in der Sitzung vom 21. November 1967 zu. Er wurde von dem Heraldiker des Hessischen Hauptstaatsarchivs in künstlerischer und heraldischer Hinsicht einwandfrei gezeichnet.

## Kultur und Sehenswürdigkeiten
2004 schaffte es Ehlhalten in der Reihe Dolles Dorf im hr-fernsehen ins Finale und belegte den 2. Platz.
Die Autorin Nele Neuhaus wählte Ehlhalten als einen der Handlungsorte für den 2011 veröffentlichten Taunuskrimi Wer Wind sät.

## Infrastruktur

### Dattenbachhalle
1974/75 wurde die Dattenbachhalle als Sport- und Veranstaltungshalle erbaut. Sie ist unter anderem Trainingsort für die 1893 gegründete Turn & Sportgemeinde 1893 Ehlhalten e. V.

### Verkehr
Ehlhalten liegt an der L 3011, die an der Ostseite des Dattenbachs von Heftrich im Nordwesten über Vockenhausen im Süden zur Kernstadt Eppstein führt. Nach Westen zweigt von dieser Straße in der Ortslage die L 3027 ab. Sie führt über Oberjosbach nach Niedernhausen. Etwa ein Kilometer nördlich von Ehlhalten zweigt die L 3319 von der L 3011 nach Osten ab Richtung Schloßborn.

## Politik
Bei der Bürgermeister-Stichwahl von Eppstein vom 25. Mai 2019 erhielt Alexander Simon (CDU) 71,5 % der abgegebenen Stimmen in Ehlhalten. Nadja Gneupel (FDP) kam auf 28,5 %. Es gab 1009 Wahlberechtigte.

## Persönlichkeiten
- Joseph Lamay (* 22. Juli 1892 in Ehlhalten; † 1. Oktober 1961 in Limburg an der Lahn), päpstlicher Geheimkämmerer, Ehrendomherr und Abgeordneter des Provinziallandtages der Provinz Hessen-Nassau

## Bilder aus Ehlhalten

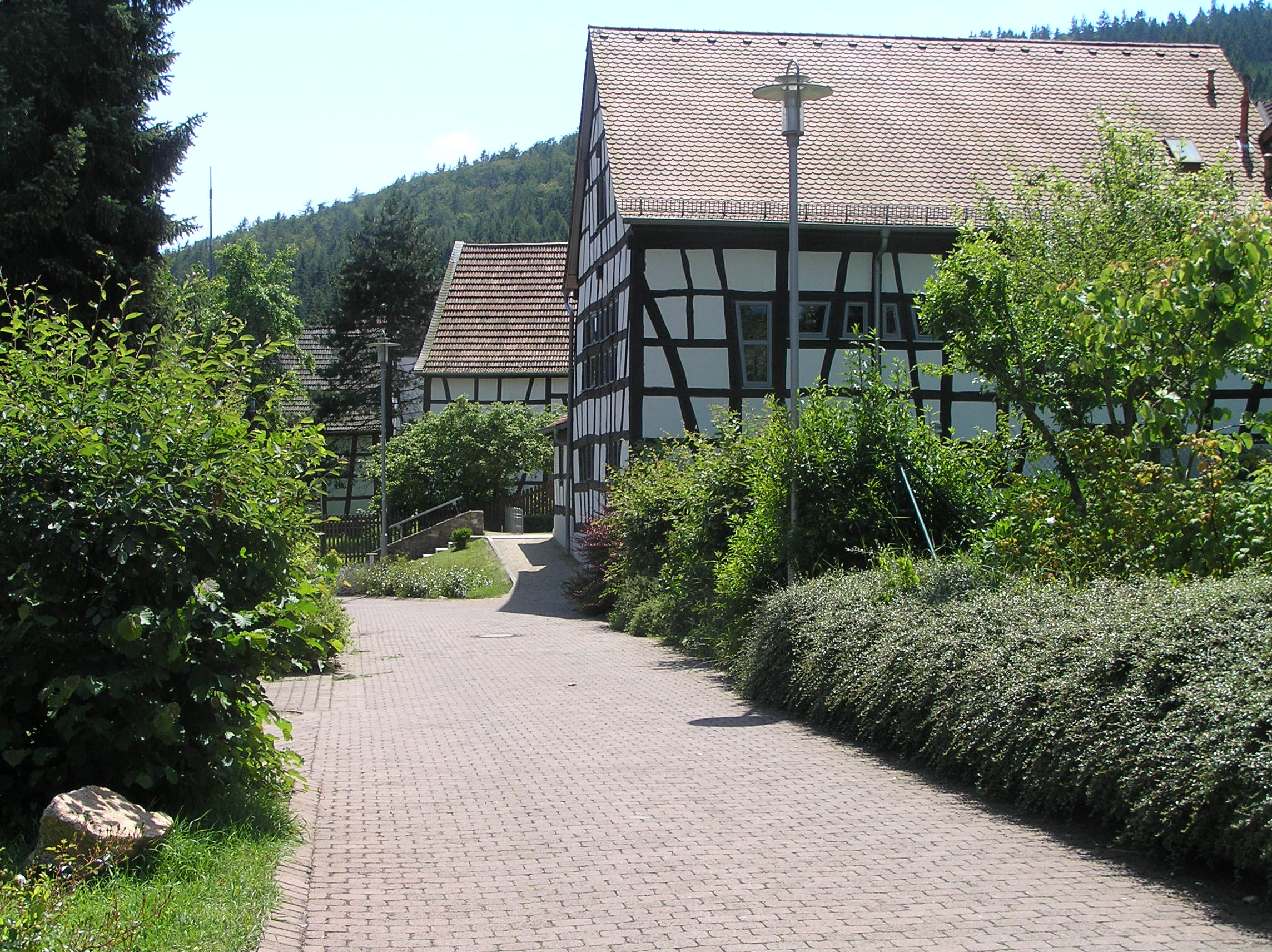
Katholisches Gemeindehaus und andere Fachwerkhäuser
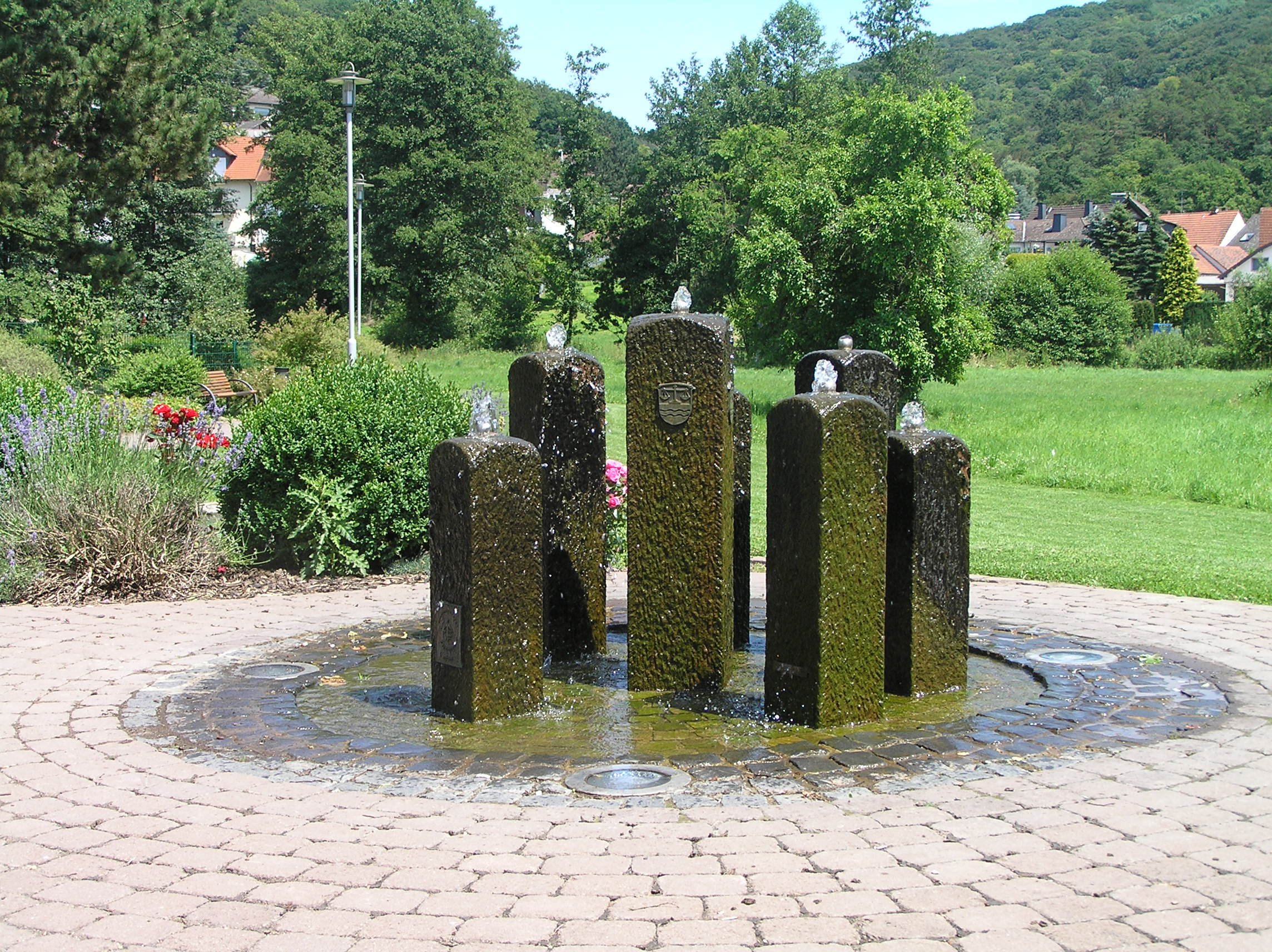
Brunnen vor dem Katholischen Gemeindehaus
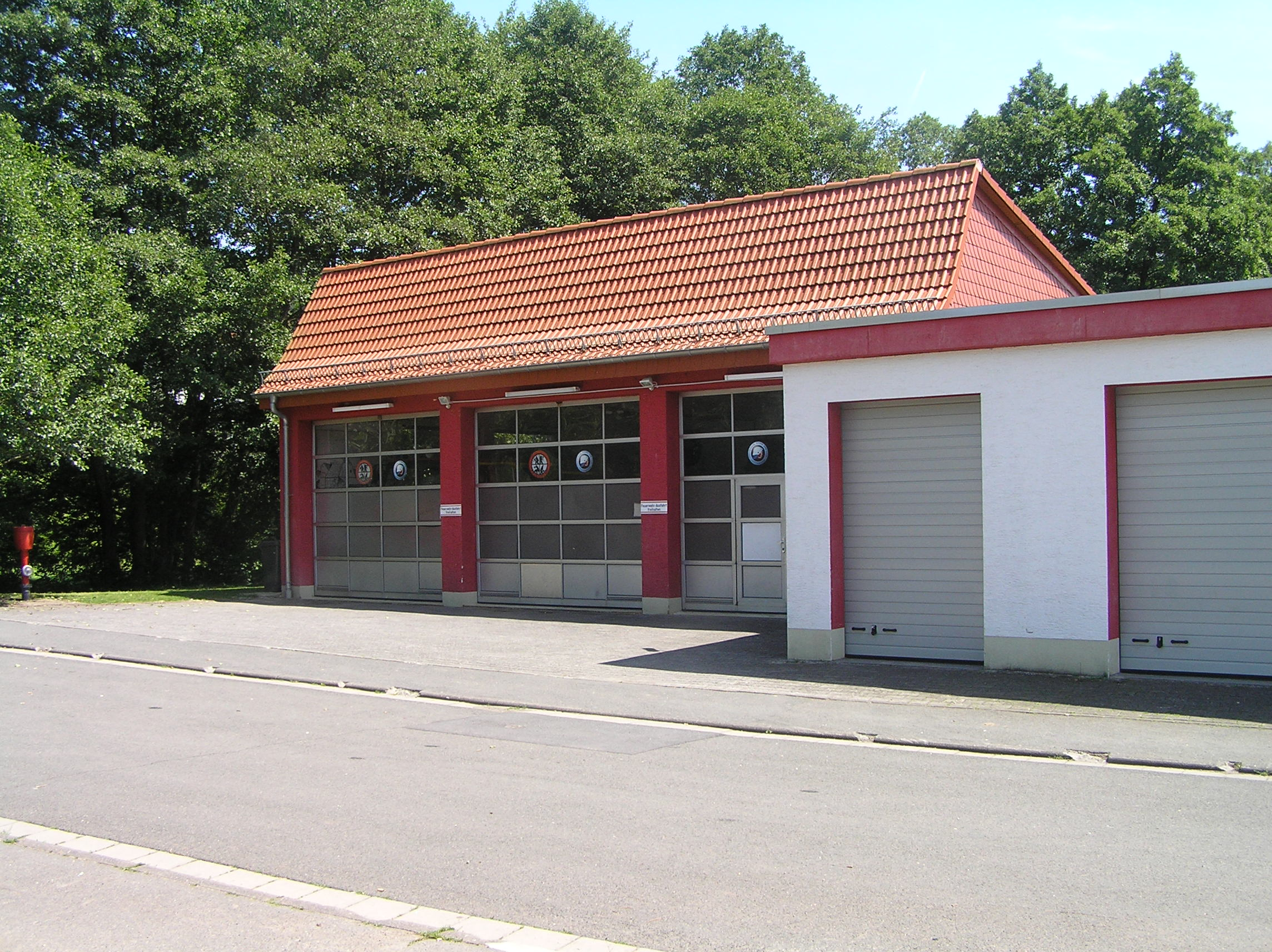
Feuerwehrhaus
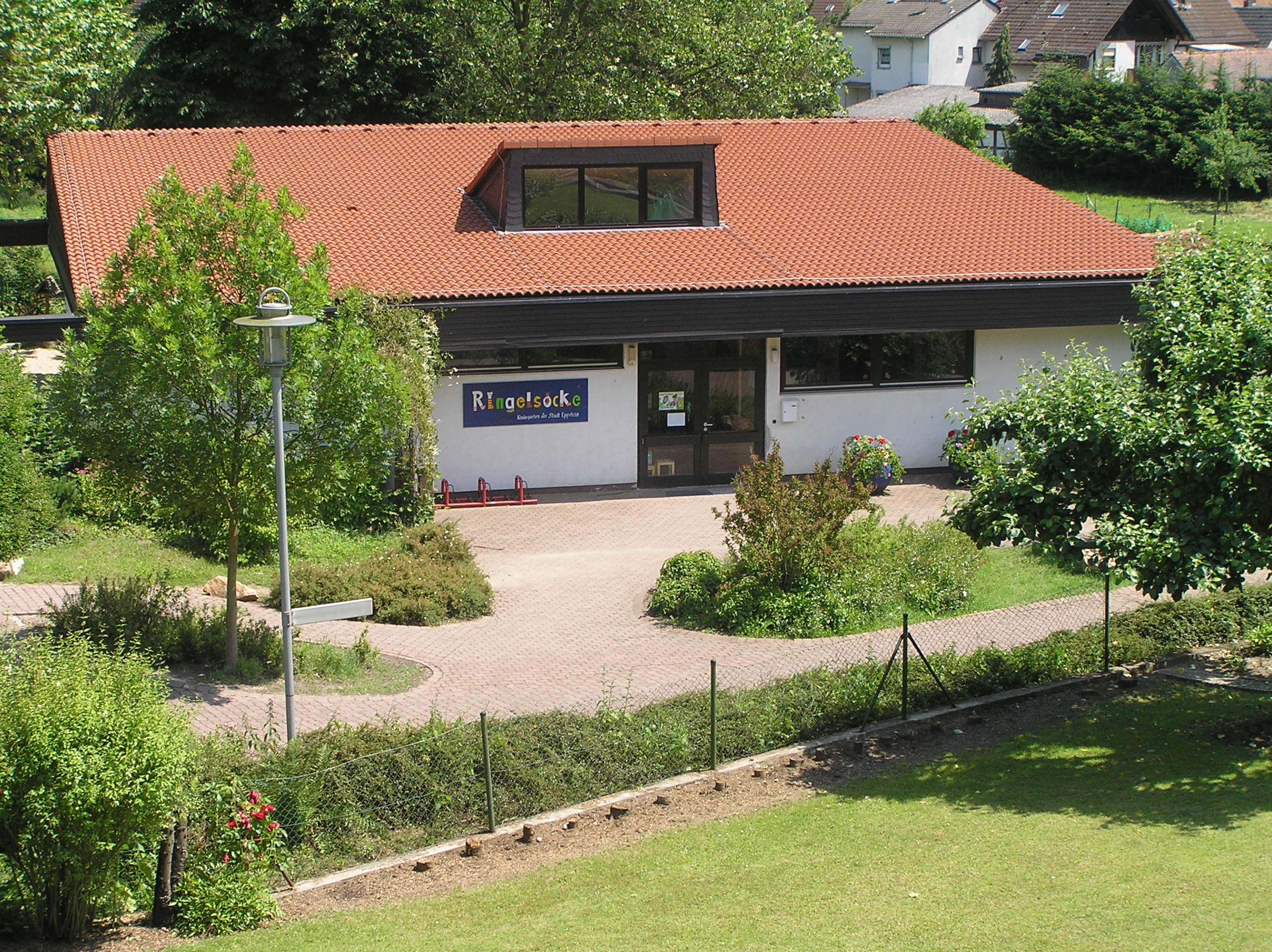
Montessori Kinderhaus Ehlhalten
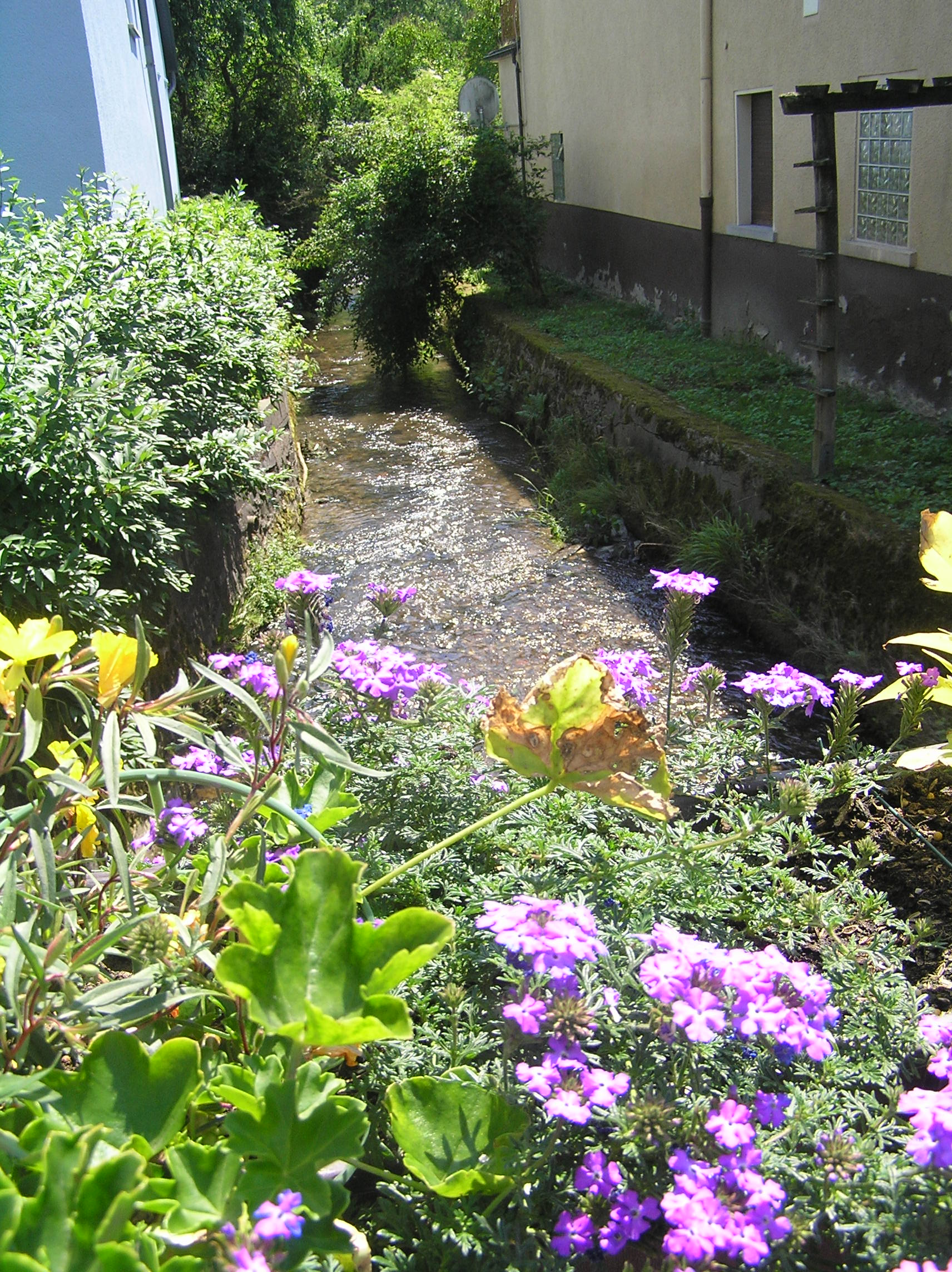
Der Dattenbach in Ehlhalten
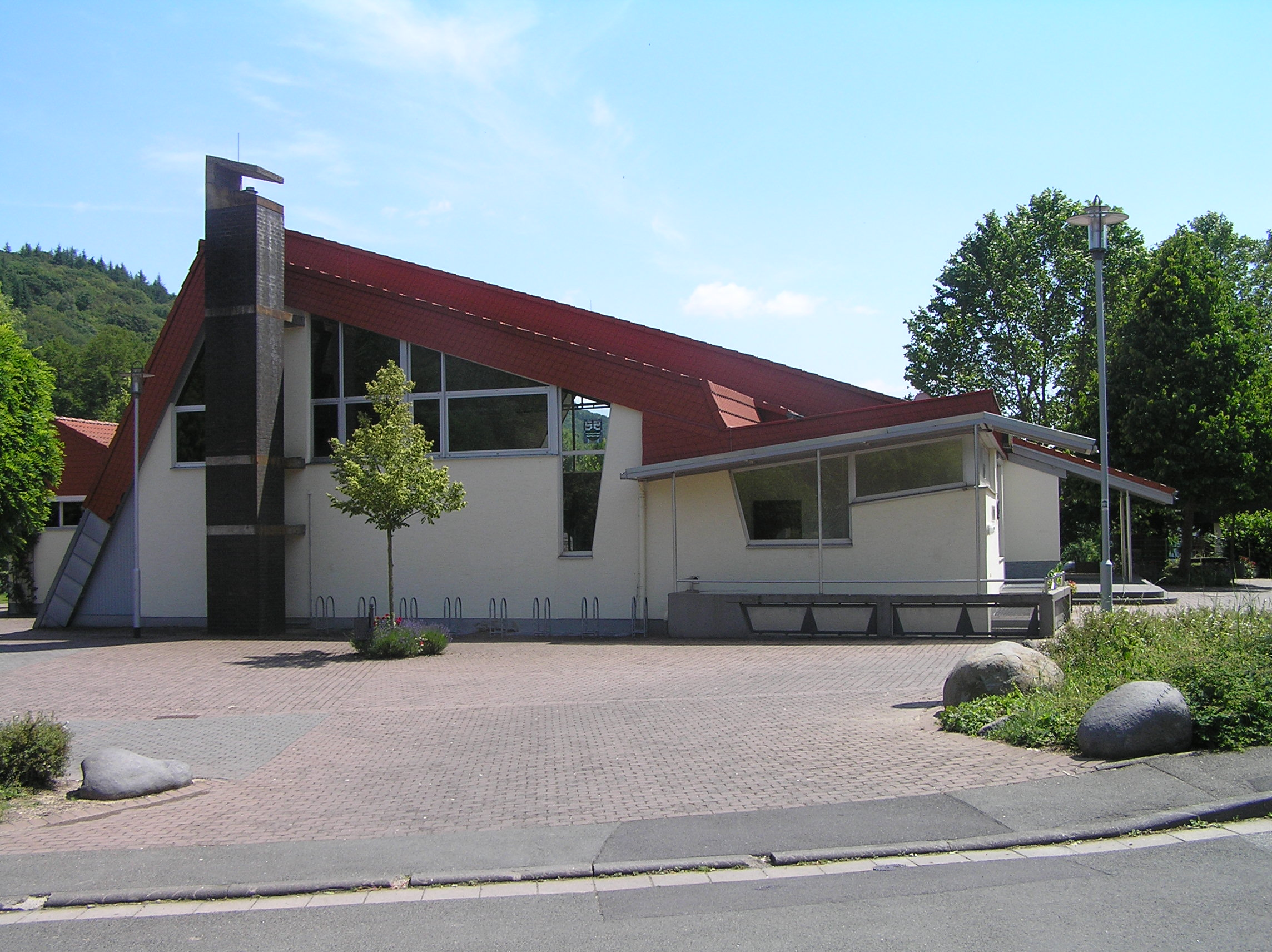
Dattenbachhalle